# 홍총각
홍총각(洪總角, ?~1812년 음력 4월)은 조선의 상업인(商業人) 출신 무술가(武術家)이자 농민 반란 주동자이다. 본관은 홍주이며 일명은 홍봉의(洪鳳儀)이다.

## 생애
그는 평안도 곽산의 양인 집안 출신으로 상업인(商業人)의 경력이 있던 역사(力士)였다. 또한 그는 집안의 신분으로 인하여 아직도 혼기가 차도록 결혼을 하지 못하고 있었다. 홍경래(洪景來)와 만나게 된 것을 인연으로 그 이후에는 홍경래(洪景來)로부터 발탁된 뒤 홍경래(洪景來)의 사회 변혁 및 개혁에 대한 구상에 큰 공감을 하였으며 아울러 홍경래(洪景來), 우군칙(禹君則)과 뜻을 같이하였다. 또한 그는 힘이 장사인 데다가 특히 말타기와 활쏘기에 출중하였으며 1811년 홍경래 난 주동자 가운데 1명으로 가산 관아를 점령하여 가산군 군수와 그의 아버지를 살해하였다. 그러나 박천과 송림에서 관군에게 패배한 뒤 잔류병을 이끌고 정주성으로 퇴각하여 4개월 동안 버티고 관군과 전투하다가 결국 우세한 관군의 공격으로써 이듬해 1812년 정주성이 함락되어 관군에 체포된 뒤 사형(참수형) 집행되었고 그 수급이 조선국 팔도에 효수되었다.

## 같이 보기
- 홍경래
- 우군칙